# Manu Vunipola (rugby à XV, 1967)
Pour les articles homonymes, voir Vunipola.
Ne doit pas être confondu avec Manu Vunipola (rugby à XV, 2000).
Pas d'image ? Cliquez ici

b Matchs officiels uniquement.
Dernière mise à jour le 13 juillet 2022.
Manu Vunipola, né le 1er juillet 1967 à Nukuʻalofa (Tonga), est un joueur de rugby à XV international tongien. Il évolue entre 1987 et 1999 principalement au poste de demi de mêlée (1,70 m pour 82 kg).

## Biographie
Manu Vunipola est né à Kolomotu'a, un quartier de Nukuʻalofa aux Tonga.
Il est le fils de Sione Vunipola, qui a également été international tongien de rugby à XV. Il est aussi le frère du demi d'ouverture international tongien Elisi Vunipola, ainsi que du talonneur Fe'ao Vunipola, lui aussi international tongien. De plus, il est également l'oncle des fils de Fe'ao, les internationaux anglais Billy et Mako Vunipola, ainsi que du fils d'Elisi, son homonyme Manu Vunipola.
Il effectue l'intégralité de sa carrière en club dans son pays natal, jouant dans le championnat amateur national. 
Vunipola est sélectionné pour la première fois avec les Tonga à l'occasion de la Coupe du monde 1987 en Nouvelle-Zélande. Il reçoit sa première cape internationale lors de la compétition, le 29 mai 1987 à l'occasion d'un match contre l'équipe du Pays de Galles à Palmerston North. Il s'agit de l'unique match qu'il dispute lors du tournoi.
Par la suite, son équipe manque de qualifier pour la Coupe du monde 1991, mais il dispute deux rencontres lors du mondial 1995. Il affronte alors la France et l'Écosse en phase de poule,.
Sa dernière apparition sous le maillot tongien a lieu le 26 juin 1999 contre l'équipe des Fidji à Nukuʻalofa. Peu après, il n'est pas retenu dans l'effectif tongien pour la Coupe du monde 1999, mettant ainsi fin à sa carrière internationale.
Après l'arrêt de sa carrière de joueur, il travaille auprès de la fédération tongienne de rugby. Il occupe ainsi le rôle de sélectionneur par intérim de la sélection nationale à sept, en remplacement de son prédécesseur Otenili Piseleti décédé brutalement. Il occupe à nouveau ce rôle en 2013-2014, après le licenciement d'Edward Waqa,. Il est ensuite en charge de l'académie de Toa-ko-Ma’afu, faisant partie du réseau mondial du club des Saracens, avant d'être nommé « officier au développement » pour le ministère des sports tongien,.

## Statistiques
- 36 sélections avec les Tonga entre 1987 et 1999[1].
- 9 points (2 essais).
- Sélections par année : 2 en 1987, 4 en 1988, 2 en 1989, 1 en 1990, 2 en 1991, 1 en 1992 5 en 1993, 2 en 1994, 6 en 1995, 3 en 1996, 4 en 1997 et 4 en 1999.

- Participation à la Coupe du monde en 1987 (1 match) et 1995 (2 matchs)[5].